# كانجيكسوالوجواك (كيبك)
كانجيكسوالوجواك (بالإنجليزية: Kangiqsualujjuaq)‏ هي بلدة تقع في كندا في كيبك.  يقدر عدد سكانها بـ 874 نسمة ومساحتها 35.50 كم2 .